# Lökören, Pyttis
Lökören, finska: Laukkasaari, är en ö i Finland. Den ligger i Finska viken och i kommunen Pyttis i den ekonomiska regionen  Kotka-Fredrikshamn i landskapet Kymmenedalen, i den södra delen av landet. Ön ligger omkring 23 kilometer väster om Kotka och omkring 90 kilometer öster om Helsingfors.
Öns area är 0,3 hektar och dess största längd är 140 meter i öst-västlig riktning.